# Pozo La Muela
Pozo La Muela és un barri que pertany al municipi de San Agustín (Terol). Està situat al sud-est de la comarca Gúdar-Javalambre a la província de Terol (Aragó, Espanya), a una altitud de 920 m. Coordenades de la ubicació: N 40.10322 W 0,68322

## Distàncies i transports
La carretera ET-V-2131 connecta en tan sols uns minuts Sant Agustí amb la N-234 i A-23. Pou La Muela dista 62 km de la capital de la província i 245 km de Saragossa. Altres distàncies a la Comunitat Valenciana són Sogorb (37 km), Castelló de la Plana (92 km) i València (90 km). Barcelona es troba a 361 km i Madrid a 439 km.
Aquesta comarca està travessada per la N-234 i l'A-23, que uneix València amb el nord de la Península, al voltant d'aquesta carretera es vertebren les comunicacions de la comarca. Paral·lela a aquesta transcorre la via del tren i la via verda, un sender turístic pel lloc que passava l'antic tren miner d'Ulls Negres.

## Clima
El clima de Pozo La Muela és de tipus mediterrani amb influència continental. Es troba fortament condicionat per factors de tipus geogràfic: altitud i disposició compacta del relleu que aïlla de les influències directes mediterrànies, tot i la proximitat del mar. Els hiverns són freds amb fortes nevades i temperatures mínimes inferiors als -10 ° C. Els estius tenen un marcat caràcter continental caracteritzats per temperatures superiors als 25 ° C durant el dia, que descendeixen considerablement durant la nit. Les precipitacions són habituals durant els mesos de setembre, octubre i abril.

## Senderiame i muntanyisme
Pozo La Muela es caracteritza per tenir gran quantitat de senders i rutes per realitzar caminant, amb bicicleta o en cavall. Aquest barri conté múltiples zones per les quals practicar l'activitat del muntanyisme. En elles es pot contemplar la biodiversitat d'aquesta comarca.

## Entorn natural
A la zona, la flora és rica i variada, destacant els boscos d'alzines i roures. Així mateix destaca una nodrida població de savines, a més d'altres espècies com àlbers, pollancres i avellaners a les zones de ribera. Són destacables els boscos de pins en els límits del municipi amb la serra de Pina.
Són freqüents i populars pels seus usos medicinals, espècies com la camamilla, farigola, la sajolida, el romaní o l'espígol.
La gran extensió del municipi i la varietat dels seus ecosistemes propinen una fauna molt diversificada que abasta des mamífers (eriçó, teixó o mostela, llebre, conill, esquirol i liró) a aus rapinyaires (àguila real, perdiu, guatlla).

## Miradors
Aquest barri té la virtuositat d'albergar nombrosos miradors, gràcies a la seva localització es pot atalaiar grans superfícies de terreny arribant a veure altres localitats de la mateixa comarca Gúdar-Javalambre i fins i tot de les confrontants. Aquests miradors són ideals per obserbar les estrelles pel fet que podem veure el cel complet amb total foscor.

## Economia
Entre les seves infraestructures destaquen les seves dues estacions d'esquí: Valdelinares i Javalambre ambdues del grup Aramón. És una comarca que viu del turisme durant tot l'any, a l'hivern per aquestes dues estacions ia l'estiu pel turisme termal i d'interior gràcies a la seva proximitat a la ciutat de València. Hi municipis monumentals com Rubielos de Mora premi Europa Nostra al seu conjunt monumental, Mora de Rubielos o Manzanera, també hi ha diversos balnearis, zones d'acampada, llocs per a les pràctiques de molts esports, etc. El turisme de la zona ve principalment de la Comunitat Valenciana.
Recentment s'ha convertit en el major productor del món de tòfona, ajudant de manera significativa a l'economia de la comarca [1]

## Demografia
Compta amb una població d'1 habitant.
Evolució demogràfica 
| 2000 | 2001 | 2002 | 2003 | 2004 | 2005 | 2006 | 2007 | 2008 | 2009 | 2010 | 2011 | 2012 | 2013 | 2014 | 2015 | 2016 | 2017 | 2018 | 2019 | 2020 |
| ---- | ---- | ---- | ---- | ---- | ---- | ---- | ---- | ---- | ---- | ---- | ---- | ---- | ---- | ---- | ---- | ---- | ---- | ---- | ---- | ---- |
| 1    | 1    | 1    | 1    | 1    | 1    | 1    | 1    | 1    | 1    | 1    | 2    | 1    | 1    | 3    | 3    | 3    | 1    | 1    | -    | -    |

## Edificis d'interès
Església parroquial de Sant Agustí, edifici barroc del segle xvii.
Ermita gòtica de la Mare de Déu de Pradas, del segle xv. Restes del castell.
Ermita de Sant Agustí, del segle XV
Ermita de la Mare de Déu de Loreto, de la XVII
Sobresortint per sobre del nucli urbà, observem els volums de la meravellosa Església barroca construïda al siglo XVII. L'església parroquial està sota l'advocació del sant que dona nom al poble. Com correspon a una obra barroca del segle xvii, presenta les seves tres naus cobertes amb volta de mig canó amb llunetes, llevat de la capella major, tancada amb una volta vaída. La torre, als peus, al costat de l'evangeli, és de dos cossos: l'inferior de maçoneria amb carreus reforçant les seves cantonades i el de campanes de maó. La portada es troba definida per pilastres que es decoren amb requadres manieristes, i està precedida d'un espai a manera d'atri que va ser en origen el cementiri. Al Museu Diocesà de Terol es conserva procedent d'aquesta localitat una interessant taula del segle xv, d'estil gòtic internacional, que representa la Mare de Déu i el Nen.
Són diverses les ermites que s'aixequen al entorn de la localitat, cal destacar la d'Ermita de Sant Agustí. Obra gòtic-mudéjardel segle xv, amb nau coberta per fusta a dues aigües i espadanya als peus.
Als afores del poble, trobem l'ermita de Loreto, datada el 1629. De maçoneria, la seva única nau es cobreix mitjançant volta de canó amb llunetes. L'atri es recolza en columnes de pedra en els angles. Va ser reconstruïda l'any 2007.
Al costat de l'aldea de Los Mases i el riu Sant Agustí, s'aixeca l'anomenat conjunt de Pradas format per un castell i ermita. Del Castell de Pradas, conservem algunes restes d'edificacions defensives, com la torre-forta de planta quadrada amb dues portes d'arcs de mig punt enfrontades, espitlleres i rematada emmerletat. També podem contemplar petjades del emmurallament i d'un petit fortí. El castell va pertànyer a la Baronia d'Escriche i va ser construït probablement al segle xv.
Pel que fa a l'Ermita de la Mare de Déu de la Pradas, cal assenyalar que es tracta d'una atractiva construcció gòtica del segle xv de nau única i coberta a dues aigües. Va ser propietat del baró d'Escriche, qui la va cedir en 1865, sent renovada l'any següent, quan es van restaurar els arcs. El 1917 es va realitzar el porxo lateral de forma arquitravada sobre tres columnes octogonals de pedra. Es va restaurar el 1985. La seva única nau, obra de maçoneria i pedra picada, es cobreix amb una sostrada de fusta a dues aigües, i posseeix un arc triomfal apuntat. Té cor alt, i la cadireta de dos aigües se situa als peus.
Als afores de la població es troba la Font de la Mare de Déu del Pilar, datada el 1796, amb canelles en forma de cap de lleó protegits per un arc de mig punt.

## Festes
Entre el 25 i el 31 d'agost, tenen lloc les festes en honor de Sant Agustí i la Verge de Pradas.